# U 139 (U-Boot, 1918)
U 139, auch Kapitänleutnant Schwieger genannt, war ein U-Boot der deutschen Kaiserlichen Marine, das im Ersten Weltkrieg zum Einsatz kam. In der Zwischenkriegszeit fuhr das Boot unter dem Namen Halbronn für die Marine Nationale.

## Besonderheiten
U 139 zählt zu den größten je in Dienst gestellten deutschen Kampf-U-Booten. Es übertraf die größten U-Boote des deutschen Typs X im Zweiten Weltkrieg. Das auch U-Kreuzer oder U-Schiff genannte Boot galt als tauchfähiges Überwasserschiff. U 139 besaß neben sechs Torpedorohren und bis zu 24 Torpedos eine vergleichsweise starke Decksartillerie mit mehreren Geschützen. Es war daher sowohl für den uneingeschränkten U-Boot-Krieg als auch für den Handelskrieg nach Prisenordnung geeignet. Ein mitgeführtes Prisenkommando, bestehend aus einem Offizier und 20 Mann, sollte das Auf- und etwaige Einbringen von Handelsschiffen ermöglichen. Die Entwicklung kam allerdings zu spät, um sich noch merklich auf den Kriegsverlauf auswirken zu können.

## Einsatz
U 139 wurde am 1. August 1916 in Auftrag gegeben, lief am 3. Dezember 1917 bei der Germaniawerft in Kiel vom Stapel und wurde am 18. Mai 1918 in Dienst gestellt. Das Boot wurde nach dem im September 1917 gefallenen U-Boot-Kommandanten Walther Schwieger benannt. Ab Mai 1918 war es dem U-Kreuzer-Verband in Kiel zugeordnet. Erster und einziger deutscher Kommandant war Kapitänleutnant Lothar von Arnauld de la Perière.
U 139 führte während des Ersten Weltkriegs eine Unternehmung im östlichen Nordatlantik durch. Dabei wurden drei Handelsschiffe mit einer Gesamttonnage von 6.301 BRT versenkt. Das größte von U 139 versenkte Schiff war der britische Frachter Bylands mit 3.309 BRT, der auf seiner Fahrt von Bona nach Dublin am 1. Oktober 1918 mit einer Ladung Phosphat etwa 150 Meilen nordnordwestlich von Kap Vilano versenkt wurde. Zudem wurde am 14. Oktober 1918 der portugiesische Marine-Trawler Augusto de Castilho (487 BRT) etwa 100 Meilen südwestlich der Azoren versenkt. Zuvor hatte der Trawler den Angriff von U 139 auf den portugiesischen Dampfer San Miguel erfolgreich abgewehrt.

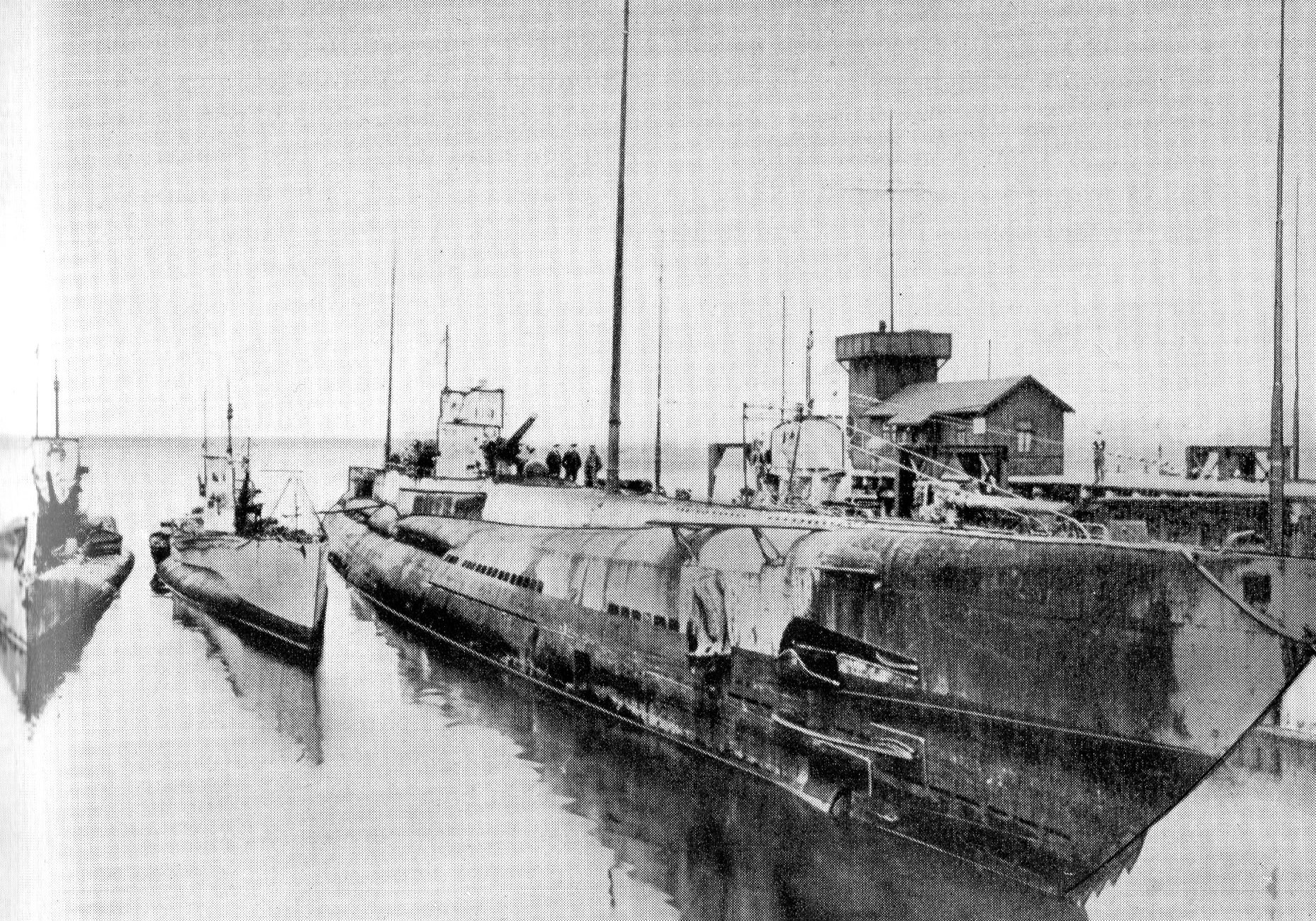
U 139 in Helgoland im Oktober oder November 1918. Links daneben zwei Boote vom Typ UB. Rechts hinter U 139 U 120
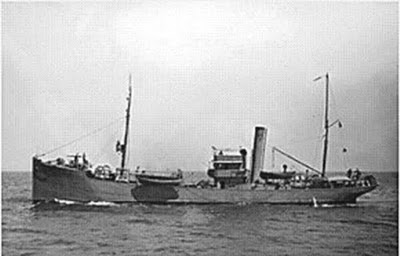
Der Marine-Trawler Augusto de Castilho

## Verbleib
Am 24. November 1918 wurde U 139 an Frankreich ausgeliefert. Vom 6. Oktober 1921 bis zum 24. Juli 1935 war das Boot unter dem Namen Halbronn in der französischen Marine im Dienst. 1936 wurde es verschrottet.